# Pallud
Pallud é uma comuna francesa na região administrativa de Auvérnia-Ródano-Alpes, no departamento da Saboia. Estende-se por uma área de 5.2 km². Em 2010 a comuna tinha 811 habitantes (densidade: 156 hab./km²).